# Neuguinea-Kompagnie

Flagge der Neuguinea-Kompagnie

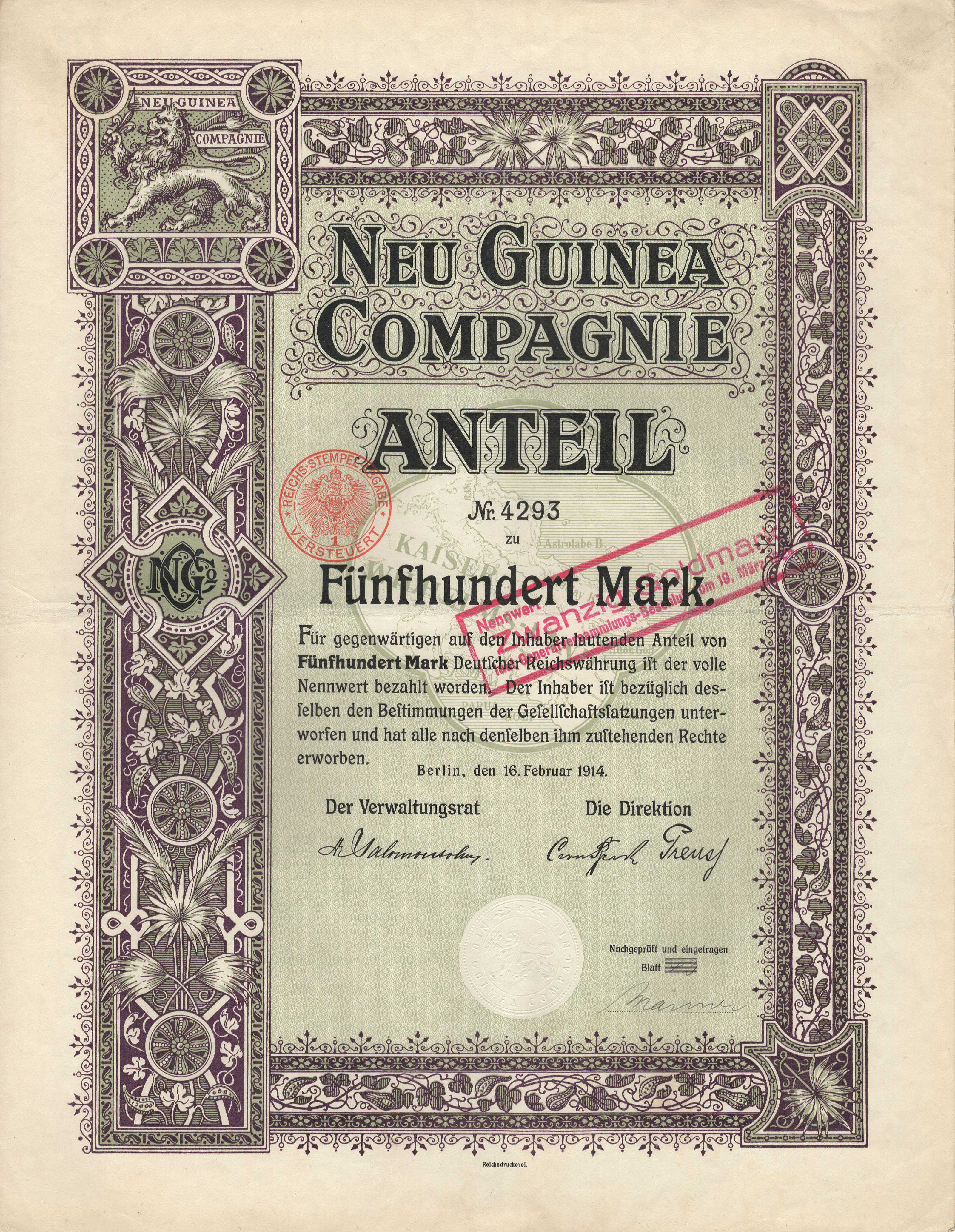
Anteilschein der Neuguinea Compagnie vom 16. Februar 1914

Die Neuguinea-Kompagnie (auch Neuguinea-Compagnie) war eine 1882 in Berlin von Bankiers und Großfinanziers als Neuguinea-Konsortium gegründete Gesellschaft. Ihr Ziel war der Erwerb von Kolonialbesitz in der Südsee, insbesondere in Neuguinea, auf dem Bismarck-Archipel und auf den Salomonen. Zu den Gründungsmitgliedern zählen u. a. die Bankiers Adolph von Hansemann und Gerson von Bleichröder.

## Koloniale Interessen

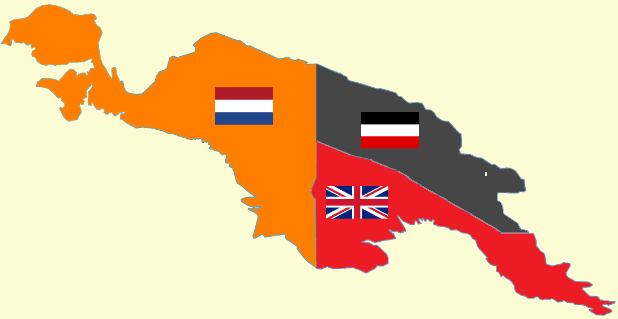
Politische Karte Neuguineas von 1884 bis 1919: Niederländisch-Neuguinea (links), Kaiser-Wilhelms-Land (rechts oben) und Britisch-Neuguinea (rechts unten)

Die Vertreter deutscher Wirtschaftsinteressen im Pazifik waren seit dem Sommer 1883 durch die britisch-australische Konkurrenz beunruhigt. Sorge bereitete ihnen vor allem die Abwerbung insularer Arbeitskräfte – dies jedoch mehr aus Eigeninteresse, denn aus Engagement für die Einheimischen. Die Praxis minimaler Entlohnung und miserabler Arbeitsbedingungen glich schon nach damaliger Auffassung einem nur „schlecht verhüllten Sklavenhandel“ (P. v. Hatzfeldt). Als Großbritannien im August 1884 den Ostteil Neuguineas für die Krone vereinnahmte, beanspruchte der Agent des Neuguinea-Konsortiums Otto Finsch im Dezember desselben Jahres die Nordostküste Neuguineas und den Bismarck-Archipel. Dadurch verhinderte er die Inbesitznahme des Gebietes durch Großbritannien, was insbesondere durch die britische Kolonialverwaltung in Queensland (Australien) gefordert worden war. Großbritannien regierte ab 1884 den Südostteil Neuguineas (→ Britisch-Neuguinea) und ab 1889 wurde der Westteil zur Kolonie der Niederlande (→ Niederländisch-Neuguinea).

### Schutzbriefe
Im Frühling 1885 erfolgte durch Hansemann eine Umbenennung in Neuguinea-Kompagnie, die durch weitere Finanziers wie Guido Henckel von Donnersmarck, Christian Kraft zu Hohenlohe-Öhringen und Adolph Woermann unterstützt wurde. Nach einem Anschluss der Hamburger Firma Robertson & Hernsheim an die Kompagnie bekam diese am 17. Mai 1885 mit dem kaiserlichen „Schutzbrief“ die Hoheitsrechte für den Nordosten Neuguineas (genannt Kaiser-Wilhelms-Land) und den Bismarck-Archipel übertragen. Am 13. Dezember 1886 kamen die Nord-Salomonen (Bougainville, Choiseul, Isabella u. a.) dazu. Die Überschreibung der landeshoheitlichen Rechte bedeutete, dass die Neuguinea-Kompagnie autonome Selbstverwaltungsrechte innehatte und das ihr vom Deutschen Reich zuerkannte Land in Besitz nehmen konnte, sowie eigenständig mit den Einheimischen Verträge über Land abschließen konnte. Das Recht, Beziehungen mit fremden Mächten zu regeln, blieb allerdings der kaiserlichen Regierung vorbehalten. Höchste Verwaltungsinstanz für die Gebiete hatte der Landeshauptmann inne.
Wegen drohender Insolvenz der Neuguinea-Kompagnie war das Deutsche Reich gezwungen, am 7. Oktober 1898 die Hoheitsrechte für die Kolonie Kaiser-Wilhelm-Land zurückzukaufen. Ab dem Jahr 1899 verwaltete das Kaiserreich die Kolonien als Teil von Deutsch-Neuguinea. An Stelle des früheren Landeshauptmanns trat der kaiserliche Gouverneur, der dann seinen Sitz in Herbertshöhe im Bismarck-Archipel hatte, wodurch Friedrich-Wilhelm-Hafen seine Stellung als Verwaltungshauptstadt verlor.

### Wirtschaftliche  Ziele

Handelsstation der Neuguinea-Kompagnie in Potsdamhafen

Die Ziele der Kompagnie lagen vor allem in der Erforschung des Gebietes zur Vorbereitung von Bodenspekulationen und in der Einrichtung einer deutschen Verwaltung. Handel und die Plantagenwirtschaft sollte in der Zukunft durch deutsche Siedler in Gang gebracht werden. Die Verwaltungskosten stiegen rasch an, denn die ideologisch aufgeladenen Vorurteile, die eine Zusammenarbeit mit Einheimischen behinderten, zwangen die Gesellschaft zeitweilig dazu, Arbeitskräfte aus Java und China zu „importieren“. Um neue Plantagen anzulegen, hatte Hansemann bereits 1891 eine weitere Gesellschaft gegründet, die Astrolabe-Kompanie. Sie betrieb bis zu ihrer Zusammenführung mit der Neuguinea-Kompagnie 1896 die Plantagen in Stephansort und Erima.

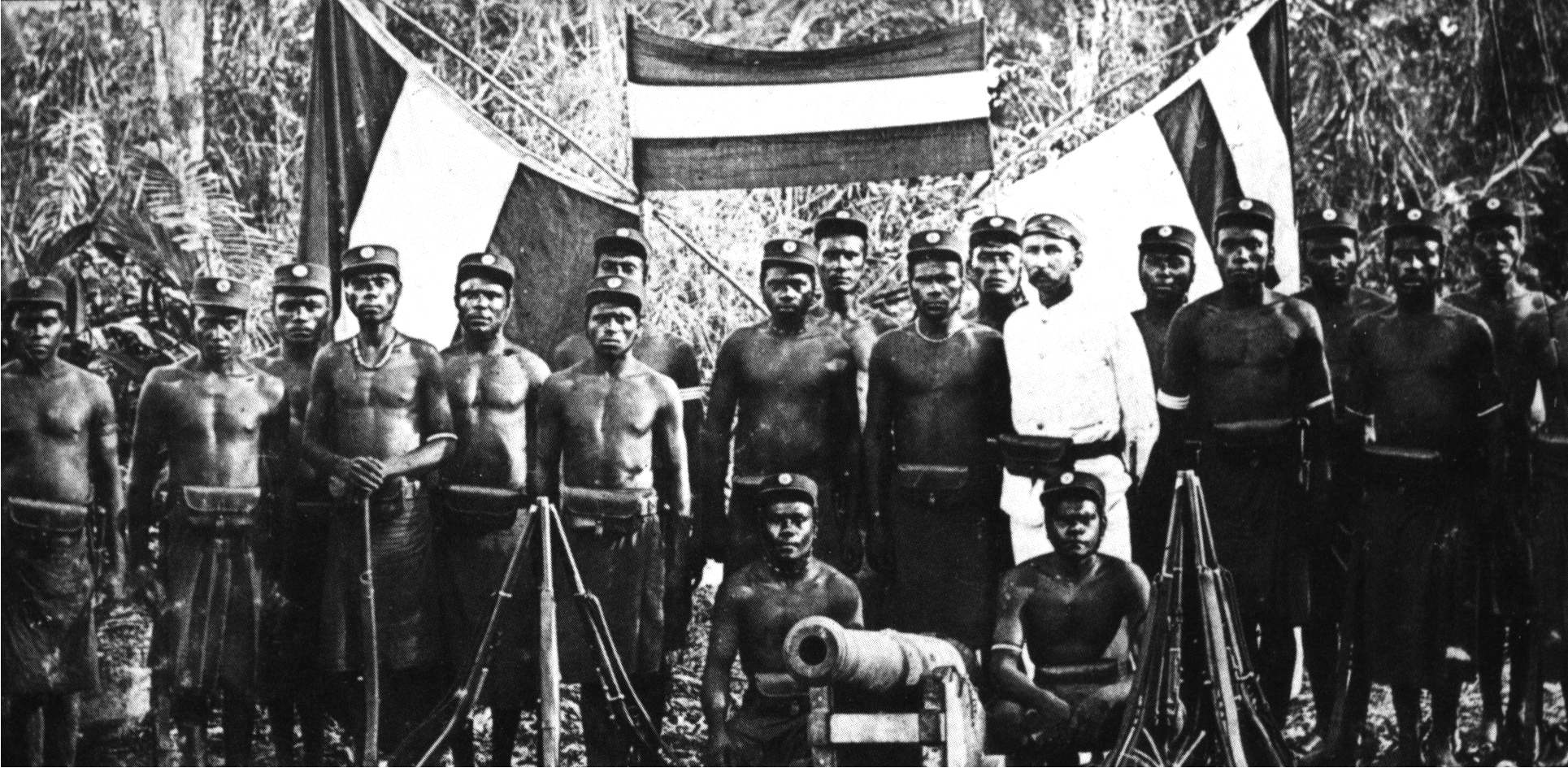
Polizisten in Neuguinea um 1885: Im Hintergrund rechts die Flagge der Neuguinea-Kompagnie

Zur Anbindung an Europa via Australien und Niederländisch-Indien sowie zur Erschließung der Inseln baute die Kompagnie eine eigene Flotte auf. Ab 1893 bestand über den Norddeutschen Lloyd eine regelmäßige Dampferverbindung zwischen dem Gebiet der Gesellschaft und Singapur. Die Verkehrsanbindung war einer der wesentlichen Kostenfaktoren der Unternehmung. Das teuerste und langlebigste Schiff der Kompagnie, der Dampfer Ysabel, verursachte Jahr für Jahr Betriebskosten. Andere Schiffe, wie die Papua und die Johann Albrecht, gingen nach kurzer Zeit durch Strandung verloren.
Des Weiteren war die Kompagnie seit 1894 für die Prägung der den Reichsmünzen gleichwertigen Neuguinea-Mark verantwortlich. Sie unterhielt eine kleine Polizeitruppe und gab seit 1885 die Nachrichten für und über Kaiser Wilhelms-Land und den Bismarck-Archipel heraus.
Klimatische Bedingungen, eine stark formalisierte Verwaltung sowie Missmanagement – Hansemann verwaltete die Tätigkeiten von Berlin aus – ließ die Gesellschaft mit ihren Unternehmungen auf Neuguinea mit hohen Verlusten dastehen, für die das Deutsche Reich mit der Übernahme der Hoheitsrechte 1899 einstehen musste.
Auch nach 1899 war die Kompagnie weiter geschäftlich in den pazifischen Kolonien tätig. Sie unternahm umfangreiche Versuche mit dem Anbau von Tabak, Baumwolle und anderen tropischen Gewächsen. Später wurde der Schwerpunkt auf den Anbau von Kokosnüssen und die Verwertung der Kokospalmen, besonders auf Kopra gelegt. Vor allem in Konstantinhafen und Herbertshöhe wurde zudem Reis, Mais u. a. für den eigenen Bedarf angebaut. Im Hauptort Friedrich-Wilhelmshafen wurden in erster Linie Nutzhölzer gewonnen, eine kleine Rinderzucht gab es dort ebenfalls.
Um 1900 wurden, wegen der starken Vergrößerung der Plantagengebiete, wieder Arbeitskräfte angeworben. Diese kamen wie bereits zuvor aus Java und China und die Kompagnie konnte durch indirekten Zwang – man hatte eine Kopfsteuer für Einheimische erhoben – auch Einheimische als Arbeitskräfte rekrutieren. Die Kompagnie fand jedoch nie einen Weg, ihre Interessen mit denen der Einheimischen zu verbinden, so dass jene letztendlich nur als „Ressourcen“  angesehen wurden, die es mit geringem Kostenaufwand auszubeuten galt.
Um 1899 wurde die Gesamtfläche des Schutzgebietes auf rund 252.000 Quadratkilometer geschätzt, die sich aus ca. 179.000 für das Kaiser-Wilhelms-Land, 52.000 vom Bismarck-Archipel und 21.000 von den Salomon-Inseln zusammensetzen.
1904 besaß die Kompagnie Grundbesitz von 138.778 ha, davon 92.046 ha auf Kaiser-Wilhelms-Land und 46.732 ha auf dem Bismarck-Archipel.
Bei Beginn des Ersten Weltkrieges besaß die Neuguinea-Kompagnie etwa die Hälfte aller von Europäern erworbenen Gebiete. Nach dem für Deutschland verlorenen 1. Weltkrieg wurden die Besitzungen aufgrund des Versailler Vertrages enteignet. Mit den Entschädigungszahlungen des Deutschen Reichs wurde 1921 die Kaffeepflanzung El Negrito in Venezuela (südlich von Caracas) erworben. Auf Fernando Póo wurde nach spanischem Recht die Drumen S.A. gegründet, die Mehlbananen und Kakao anbaute und an die ein Handelsbetrieb im französischen Mandatsgebiet Kamerun angegliedert war. Der Ausgang des Zweiten Weltkrieges beraubte die Kompagnie erneut fast allen Vermögens. Nachdem der Firmensitz inzwischen nach Hamburg verlegt worden war (Mehrheitsaktionär war zuletzt die Afrikanische Frucht-Compagnie in Hamburg) beschloss eine außerordentliche Hauptversammlung 1968 die Auflösung der Neuguinea-Kompagnie.

### Verwaltungsapparat
Am 5. November 1885 wurde die Station Finschhafen gegründet. Dort befand sich bis 1891 der Sitz der Kolonialverwaltung der Kompagnie. Nach einer Malaria-Epidemie entschieden sich die Verantwortlichen für eine Verlegung der Verwaltung in eine klimatisch gesündere Region und wählten zunächst übergangsweise von 1891 bis 1892 die Handelsstation Stephansort. Endgültiger Sitz wurde anschließend Friedrich-Wilhelm-Hafen (heute Madang). Weitere Stationen wurden Konstantinhafen, Hatzfeldhafen, Erima und Herbertshöhe in Neupommern (heute Kokopo in Neubritannien). Hatzfeldhafen wurde wieder aufgegeben.
Landeshauptmänner der Neuguinea-Kompagnie waren:
- 1885–1888: Georg von Schleinitz
- 1888–1889: Reinhold Kraetke
- 1892–1895: Georg Schmiele
- 1895–1896: Hugo Rüdiger
- 1896–1897: Curt von Hagen
- 1897–1898: Hugo Skopnik

Weitere Persönlichkeiten:
- Carl Hunstein (1843–1888), deutscher Kolonialbeamter, Ornithologe und Pflanzensammler